# 專著
專著（monograph，又译专题著作）指專家之文字作品（與參考書相對），或對單一學科或某領域的某專門課題，進行較為集中論述的專門著作。專著一般由單一作者（或藝術家）完成，並且通常是用於探討學術內容，对特定问题进行详细、系统考察或研究，属于专业主题内容的图书。
在圖書館分類中，「專著」一詞用於與定期刊物（如雜誌、學術期刊及報紙）相對，故有更加廣泛的含義。並非以序列方式出版的單卷書或有限卷的書都可稱為專著；在此語境下，小說也可稱為專著。
与专著近似的词汇是“论著”（treatise），指带有研究性或议论性的著作。

## 學術專著
英語單詞 monograph 來源於拉丁語 monographia，而後者又源於希臘語。英文中，"mono-" 指「單一」，而 "-graph" 指「著作」。學術專著的主要目的是向有需要的讀者可靠地展示研究內容，這使之與課本不同，後者的主要目的是論述某個領域的知識狀況。因此，在許多學術領域，出版專著通常被認為對職業發展至關重要。專供其他研究人員使用，並且主要是由圖書館購買的，故其通常以短冊形式單獨出版。
在英國和美國，出版者通常都假定，學術專著的讀者不僅具有專門知識或豐富經驗，而且還要對此著作的主體有專業上的興趣。但具體用於區分學術專著及貿易著作的標準，則依出版社而異。

### 生物學
在生物分類學中，專著指對某個分类阶元進行全面描述的著作。專著通常回顧一組已知物種，並且在其中加入新發現的相關物種，並收集和綜合有關該組物種的生態聯繫、地理分佈和形態變異的可用信息。
生物分類學中的第一部專著為羅伯特·莫里森在1627年寫成的 Plantarum Umbelliferarum Distributio Nova，莫里森在其中討論了伞形科植物。

## 藝術家專著
以「藝術家專著」為名出版的書籍是對單一藝術家的研究，而非對藝術學科廣泛的綜述。